# Pallacanestro ai XVIII Giochi del Commonwealth
Il torneo di pallacanestro ai XVIII Giochi del Commonwealth si è svolto a Melbourne, nel 2006.
Questa è la prima edizione dove è presente il basket. Dato che questo sport, rientra fra le discipline opzionali, il torneo di pallacanestro si è svolto solo nelle edizioni disputatesi in terra australiana.

## Medagliere
| Posiz. | Nazione       | Oro | Argento | Bronzo | Totale |
| ------ | ------------- | --- | ------- | ------ | ------ |
| 1      | Australia     | 2   | 0       | 0      | 2      |
| 2      | Nuova Zelanda | 0   | 2       | 0      | 2      |
| 3      | Inghilterra   | 0   | 0       | 2      | 2      |
| Totale | Totale        | 2   | 2       | 2      | 6      |